# Castiarina hilaris
Castiarina hilaris es una especie de escarabajo del género Castiarina, familia Buprestidae. Fue descrita científicamente por Hope en 1846.